# タイミル半島

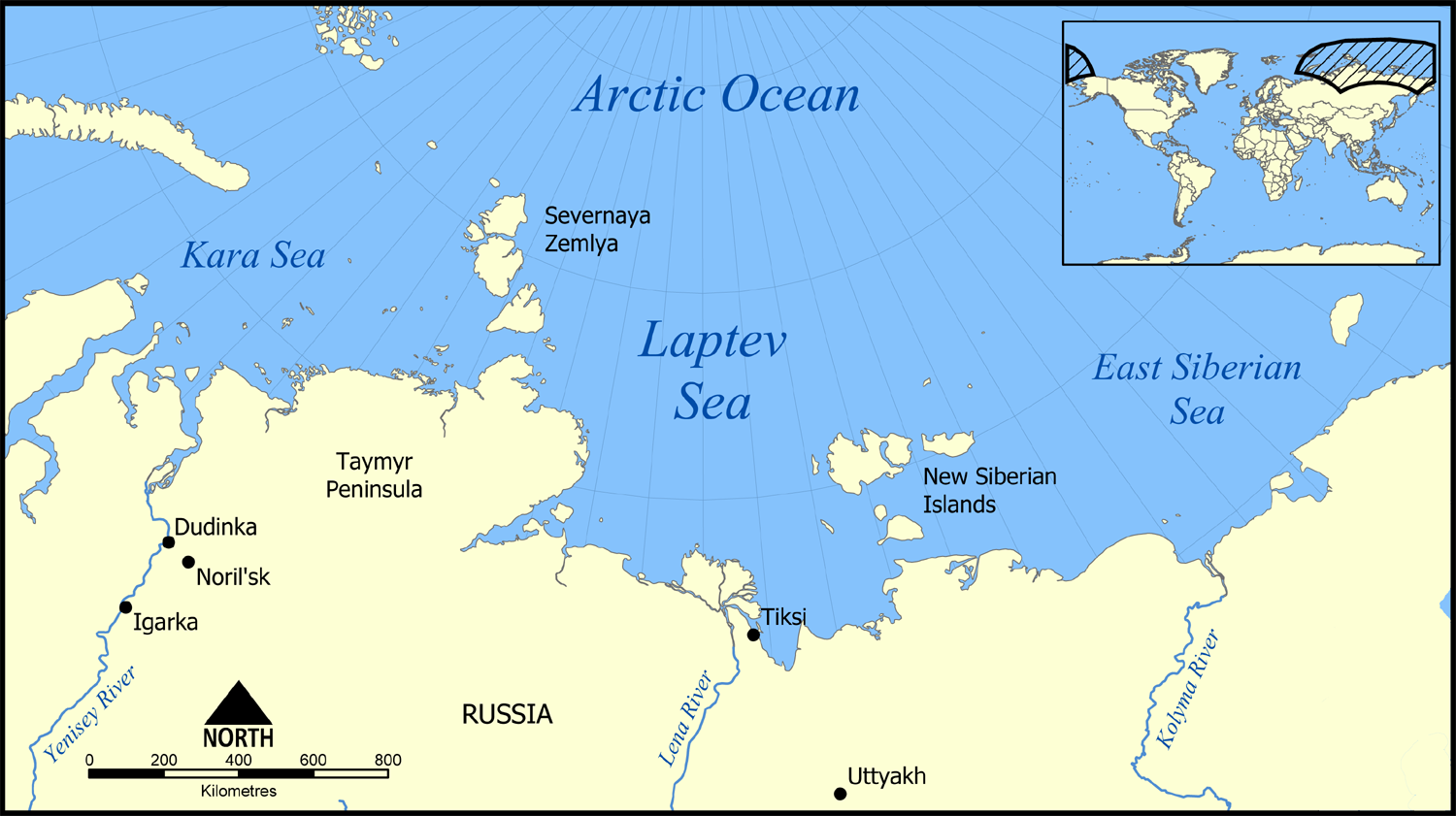
中左がタイミル半島

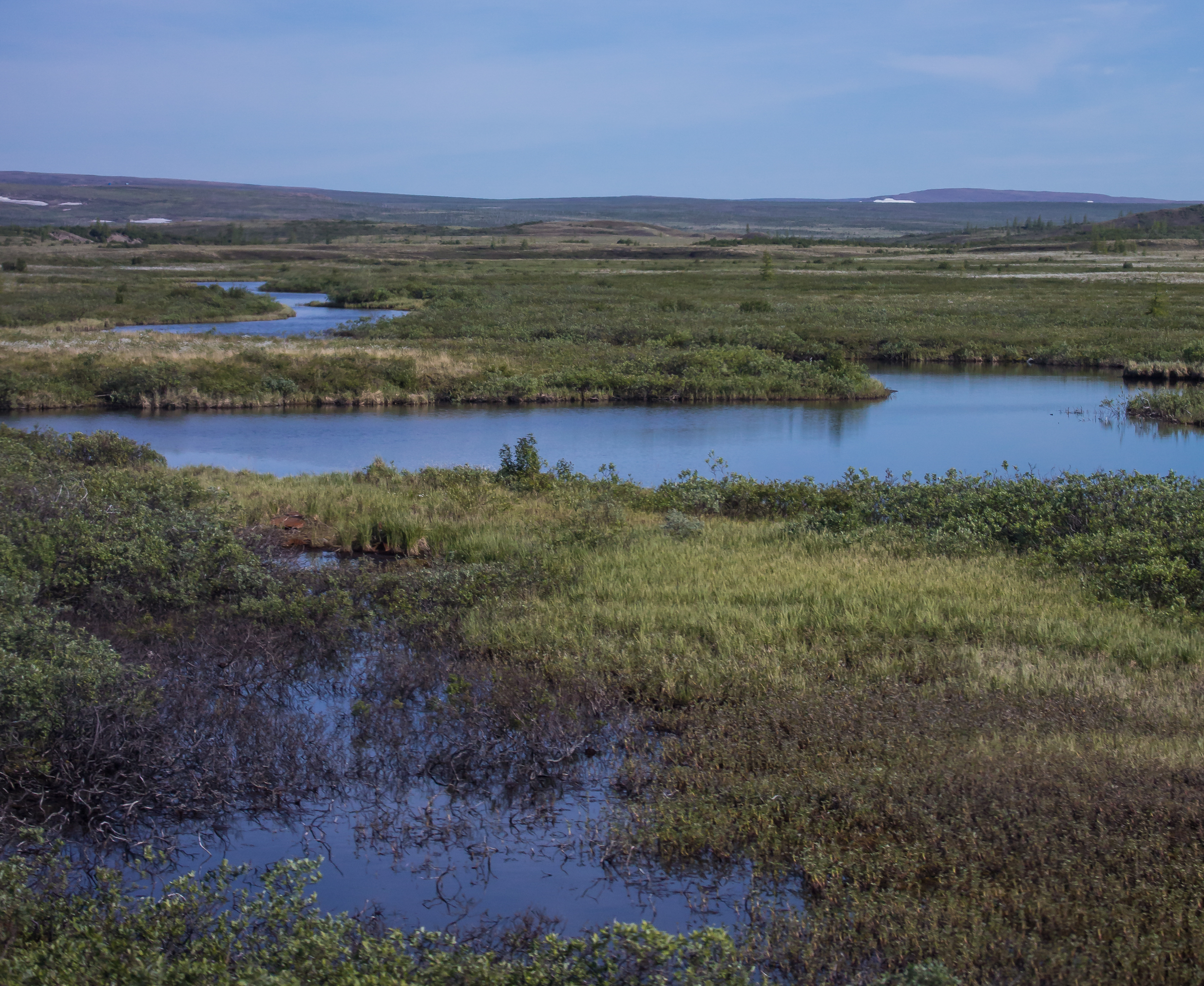
タイミル半島のツンドラ

タイミル半島（タイミルはんとう）は、シベリア北部に位置する北極海に突き出た半島。西はカラ海に注ぐエニセイ川が河口で形成するエニセイ湾、東はラプテフ海に注ぐハタンガ川とハタンガ湾で限られる。半島全域がロシア連邦、クラスノヤルスク地方に含まれる。
半島の最北端はチェリュスキン岬（北緯77度43分、北極点から約1,300キロメートル）。チェリュスキン岬はユーラシア大陸の最北端でもある。その北にヴィリキツキー海峡を隔ててセヴェルナヤ・ゼムリャ諸島がある。半島の中央部を高さ1,000メートルほどのビルランガ山脈が走り、山脈の南麓にタイミル湖がある。
住民の数はわずかであり、ロシア人のほかにドルガン人、ネネツ人、ガナサン人などがいる。
2012年、このあたりに住む11歳の少年により、永久凍土のなかからマンモスの死骸が発見された。非常に保存状態がよく、知らせを受けた専門家によると、約3万年前に死んだ15-6歳程度の雄のマンモスと推定されている。